# Andreas Töpper

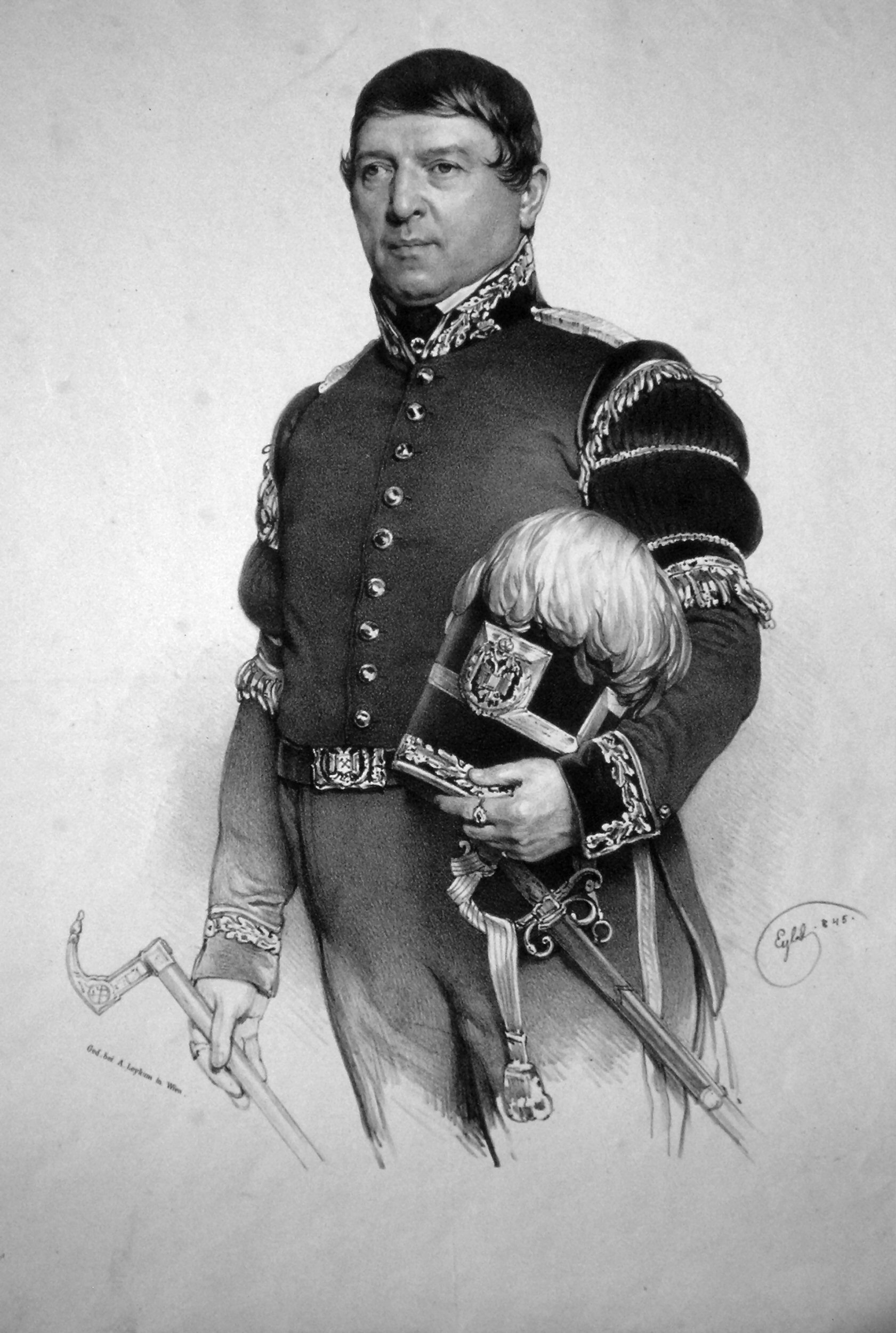
Andreas Töpper, Lithographie von Franz Eybl, 1845

Andreas Töpper (* 10. November 1786 in Schwanberg; † 27. April 1872 in Scheibbs) war ein österreichischer Industrieller. Er galt als größter Privatunternehmer in der Donaumonarchie, sein Eisenwalzwerk in Neubruck bei Scheibbs als das modernste in Europa. Töpper beschäftigte in seinen Fabriken von Scheibbs bis Lunz am See 800 Arbeiter.

## Leben und Werk

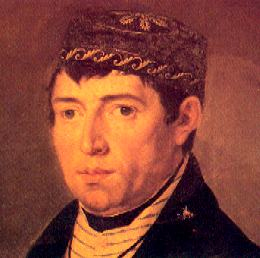
Andreas Töpper

Der Gewerke Andreas Töpper hatte den Aufstieg vom einfachen Schmied zum größten privaten Eisenwerksbesitzer Österreichs im 19. Jahrhundert geschafft. Seine Eltern, Michael Töpper, ein Hafnermeister, und Ursula, übersiedelten 1780 von Niederbayern nach Schwanberg in der Weststeiermark. Die Familie stammte ursprünglich wahrscheinlich aus Norddeutschland, auf jeden Fall nördlich der Benrather Linie (Töpper niederdeutsch für Töpfer).
Töpper senior hatte erfahren, dass der Sparherd in Österreich nahezu unbekannt war und sah große Marktchancen. Er errichtete in Schwanberg einen Brennofen und begann erfolgreich mit der Produktion von Geschirr und Sparherden, der Lehm wurde am eigenen Grund abgebaut.
Der Sohn Andreas Töpper wollte, wie seine beiden Brüder, den Betrieb des Vaters nicht fortführen. Er wurde zunächst Schmiedegeselle und ging 1803 auf Wanderschaft nach Stainz, Weiz, Göß und Krems an der Kainach. Töpper machte nach seinen Wanderjahren als Werksleiter und Erfinder auf sich aufmerksam, da es ihm gelang, 1808 Eisenblech beliebig dünn auszuwalzen. Es war das erste Walzwerk der österreichischen Monarchie. Später baute er den ersten Flammofen mit Steinkohlenbefeuerung. Außerdem fertigte er für einen Papiermüller präzise geschnittene Pretspindeln an und für einen Goldarbeiter Drahtwalzen. Er gründete in der Steiermark die Blechwalzwerke Krems bei Voitsberg (1808) und Gmeingrube bei Trofaiach (1817).
1814 erhielt Töpper von der Voitsberger Schmiedezunft den Meisterbrief und machte sich mit einem kleinen Walzwerk bei Trofaiach selbständig. Er wurde so bekannt, dass sogar Erzherzog Johann das Werk besichtigte. 1817 übersiedelte er nach Niederösterreich. 1818 verkaufte er das Walzwerk bei Trofaiach an seinen Schwager Mathias Jandl.

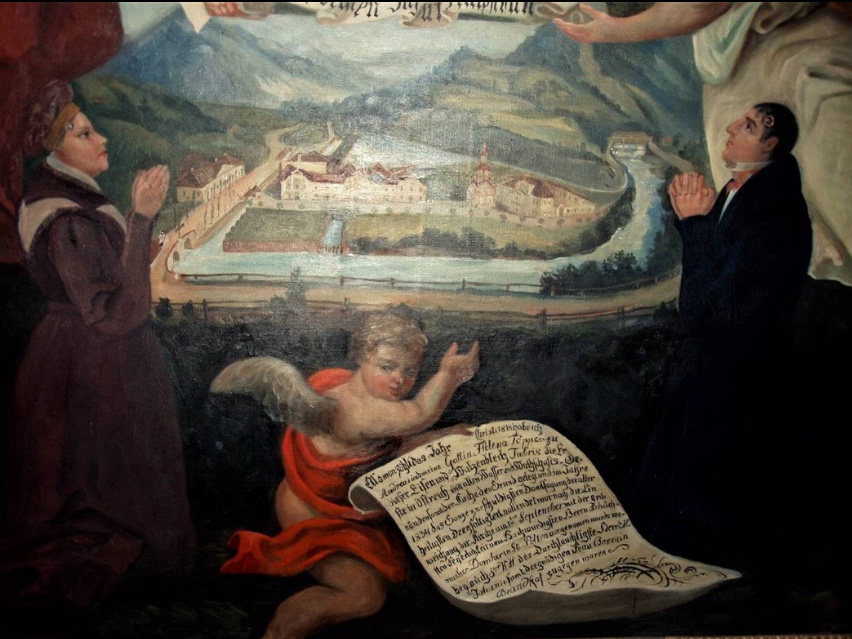
Gründerbild Andreas und Helene Töpper

Um 1817 gründete Andreas Töpper an der Einmündung des Jessnitzbaches in die Große Erlauf, dem heutigen Neubruck bei Scheibbs, eine Eisen- und Walzblechfabrik. Vor der Werksgründung bestand an der Mündung des Jessnitzbaches in die Große Erlauf ein Hammerwerk, der Grießhammer, mit einer Nagelschmiede.

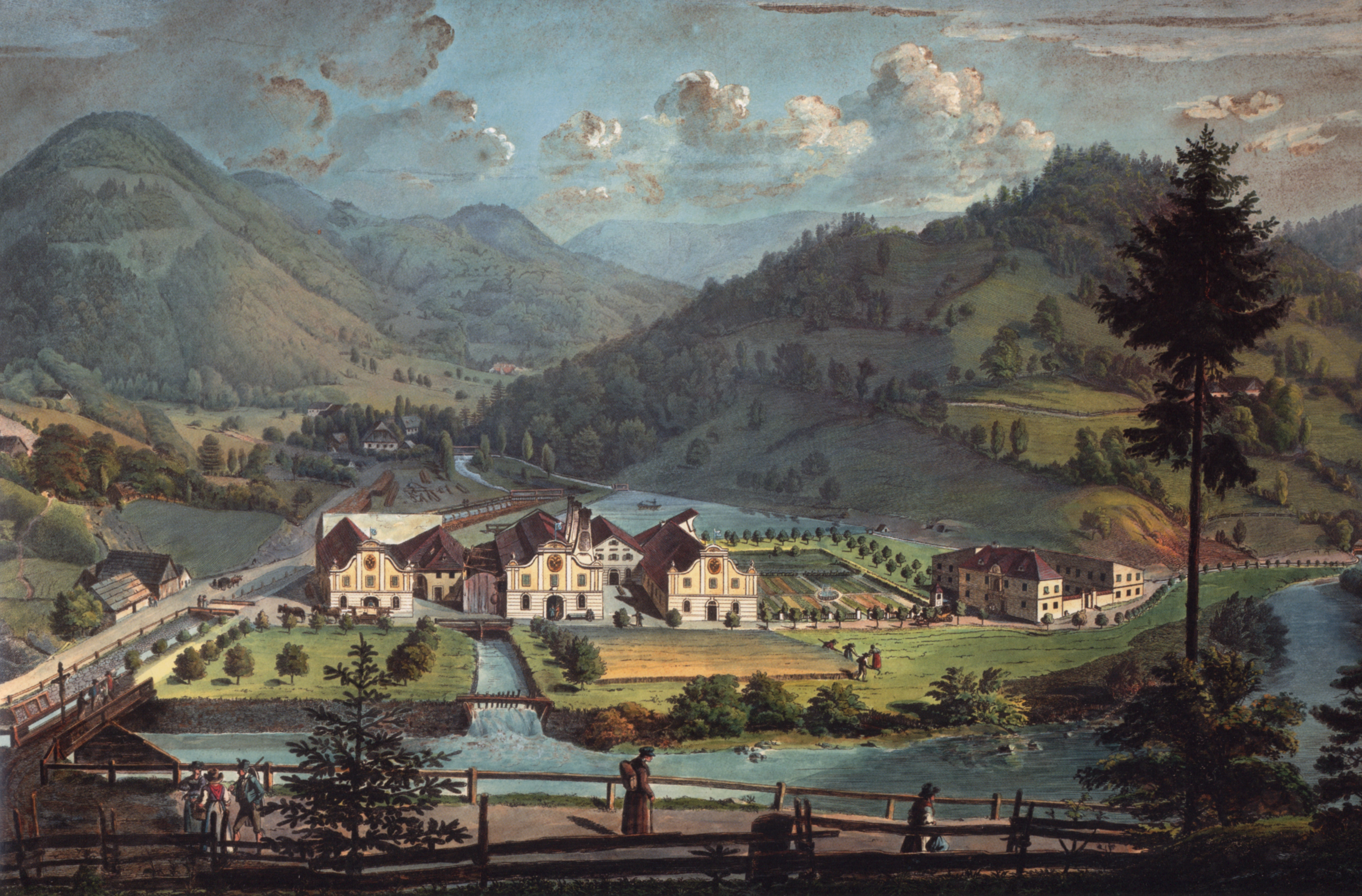
Töpperfabrik 1827 von Franz Barbarini

Töpper erwarb 1817 den Hammer, ließ die alten Erzeugungsstätten abreißen und errichtete 1820 die „Erste k. k. Eisen-, Stahl- und Walzblechfabrik“, die durch steigenden Bedarf und unternehmerisches Geschick im Laufe der Zeit:
- vier große Eisenblechwalzwerke,
- vier Eisenstreckwalzwerke,
- zwei Schneidewalzwerke,
- sechs Flammöfen,
- drei Zerren(=Schmelz)feuer,
- zwei Großzerrenhämmer,
- ferner diverse Bohr- und Schraubenschneidwerke, Schmieden und andere Werkstätten umfasste.

Töpper erhielt das ausschließliche Privileg auf die Erzeugung aller Gattungen von Streckeisen mittels Walzen sowie auf gepresste Kopfnägel. Durch steigenden Bedarf und unternehmerisches Geschick wurde die Fabrik das größte und modernste Eisen- und Walzblechwerk in der Monarchie. Zu dem Walzwerk in Neubruck errichtete er 1823 das Eisenwerk in Kienberg bei Gaming.

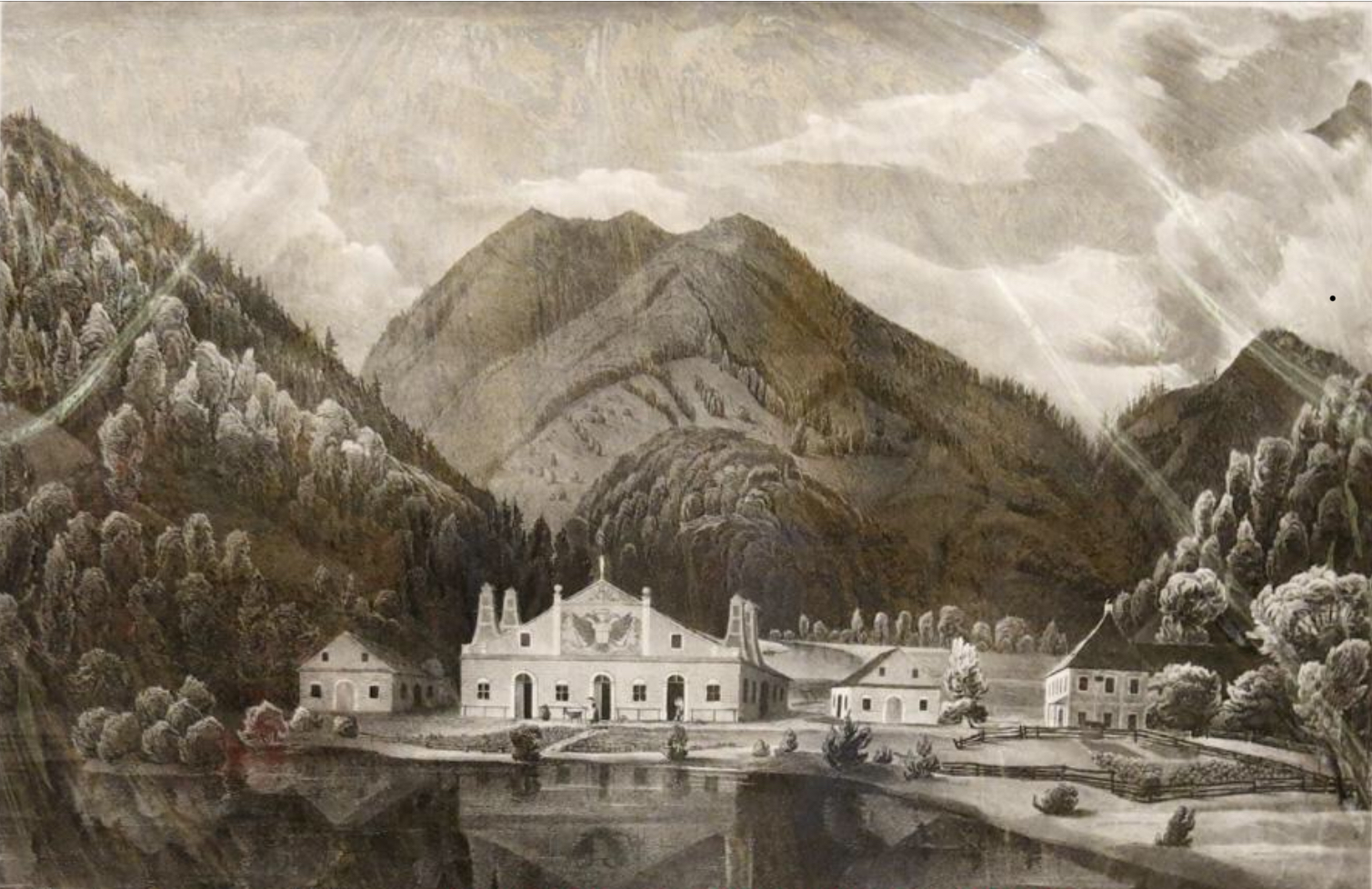
Töpperwerk Kienberg um 1840

Töpper erhielt oftmals die Unterstützung von Kaiser Franz I., so zum Beispiel beim Ausbau des Erlaufstauwehrs, den die Scheibbser Hammerherren verhindern wollten. Außerdem wurden seine Arbeiter in Anbetracht der staatspolitisch notwendigen Erzeugung (z. B. Schienen für die neuen Eisenbahnen, Schiffsbleche, Patronenhülsen) vom Militärdienst befreit. Zwischen 1821 und 1840 erhielt er mehrere Privilegien.

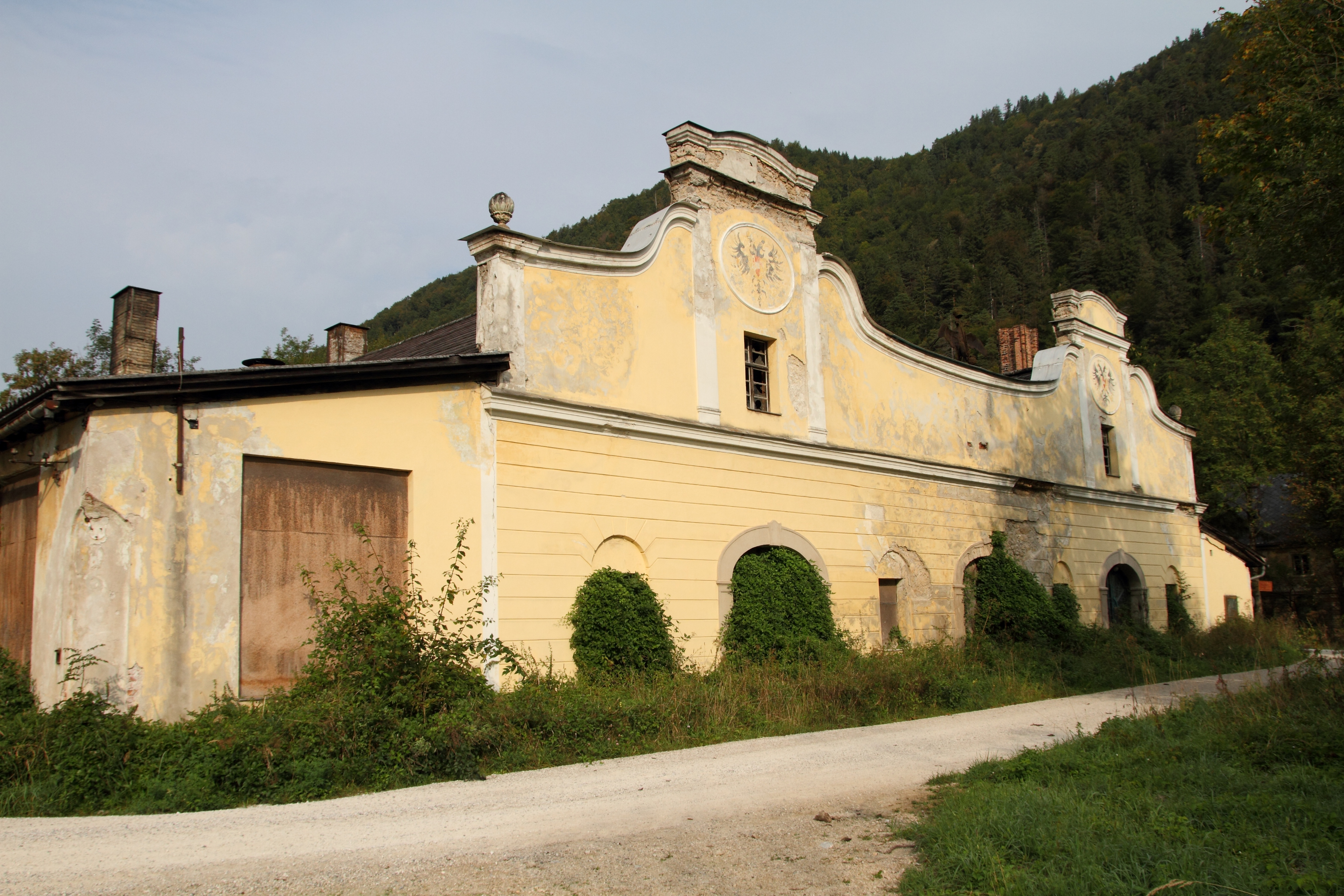
Eisenwerk in Kienberg bei Gaming

Der Weghammer in Kienberg wurde 1832 von Andreas Töpper zu einer Gasröhrenfabrik umgestaltet. Ebenfalls 1832 erwarb er das Kastengebäude bei Lunz am See. Um die Wasserkraft der Ybbs zu nutzen, ließ er hier ein Eisenwalzwerk errichten. Etwa zwei Kilometer südlich des Lunzer Ortszentrums, im Ortsteil Kasten, ließ er 1855 die Töpperbrücke über die Ybbs erbauen.
Die Region, die seit langem eine Tradition in der Eisen- und Stahlindustrie besaß und deshalb Eisenwurzen genannt wurde, erlebte einen erneuten Aufschwung. Die Fabriken Töppers befanden sich in Nachbarschaft der Fabriken von Franz Wertheim in Scheibbs-Neustift sowie der Fabrik Gaißmayer & Schürhagel in Scheibbs-Heuberg. Doch auch sein soziales Engagement für seine bis zu 800 Arbeiter – Errichtung von Wohnhäusern und Altersheimen – war vorbildlich und für damalige Zeiten keine Selbstverständlichkeit. Die Bruderlade in St. Anton an der Jeßnitz wurde 1868 als Versorgungshaus für in Not geratene Arbeiter seines Werkes eingerichtet.

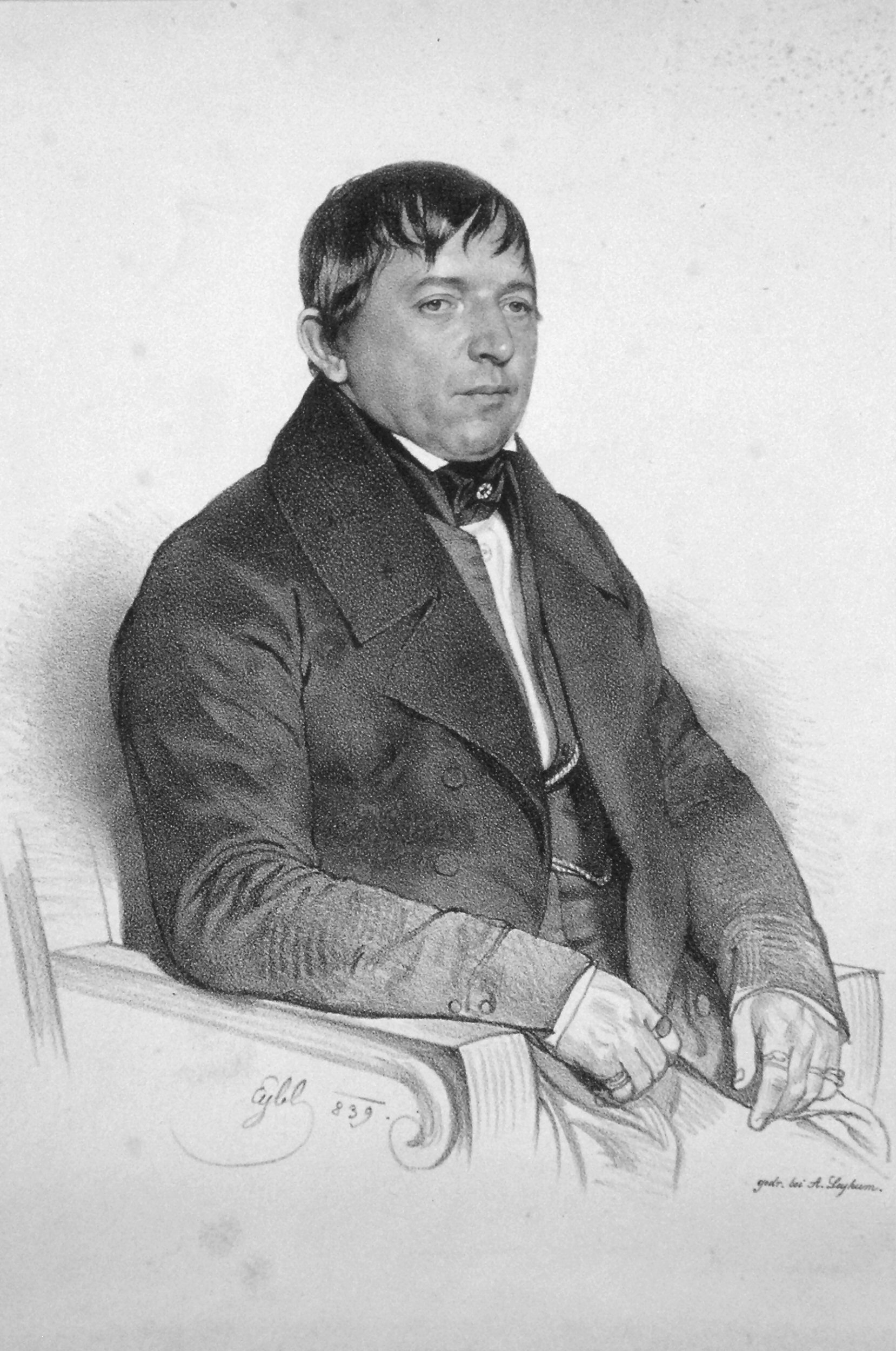
Andreas Töpper,
Lithographie von Franz Eybl, 1839

Andreas Töpper hatte in erster Ehe einen Sohn Andreas, der schon als Kind starb. Nach dem Tod seiner ersten Frau Helene heiratete er mit 72 Jahren Amalia Höfling, ein 20-jähriges Waisenmädchen aus Wien, um noch einen männlichen Nachkommen zu erhalten. Dieser Ehe entsprangen drei Töchter und ein Sohn. 1862 wurde Andreas Töpper der Franz-Joseph-Orden zuerkannt. Eine Aufnahme in den Adelsstand blieb ihm aber verwehrt. Töpper war bis zu seinem Lebensende, also noch mit 86 Jahren, sehr aktiv. Er konnte aber seine Produktion nicht mehr auf die modernen Erfordernisse umstellen.

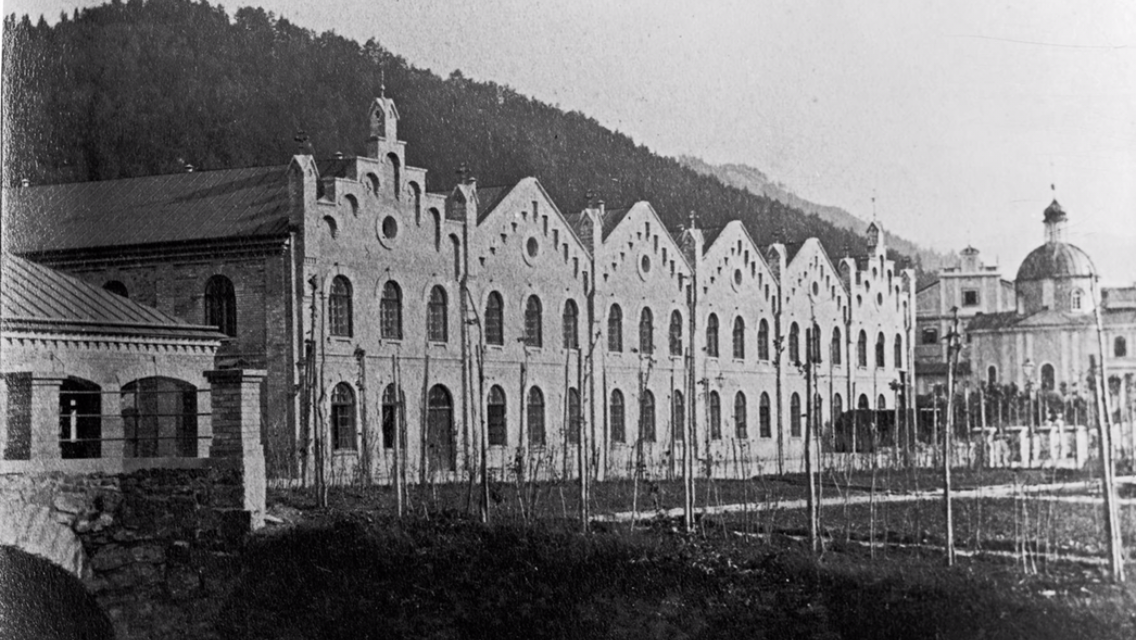
Töpperfabrik Umbau durch Musil Nahaufnahme

Seine Nachfolger waren zu unerfahren, um das Firmenimperium durch die Wirtschaftskrise von 1873 zu führen. In den Folgejahren mussten große Teile der Werke veräußert werden. Das Werk in Neubruck kaufte Eduard Musil und baute es in eine Papierfabrik um. Auch sollte sich Töppers Engagement für den Bau der Erlauftalbahn, und damit einem Anschluss seiner Betriebe an das Eisenbahnnetz, erst nach seinem Tod, im Jahr 1877, erfüllen. Andreas Töpper wurde gemeinsam mit seinem ersten Sohn und seiner ersten Frau zunächst in der Andreaskapelle beigesetzt und zehn Jahre nach Töppers Tod in das Töpper-Mausoleum auf dem ehemaligen Friedhof in Scheibbs übertragen.

## Töpperareal

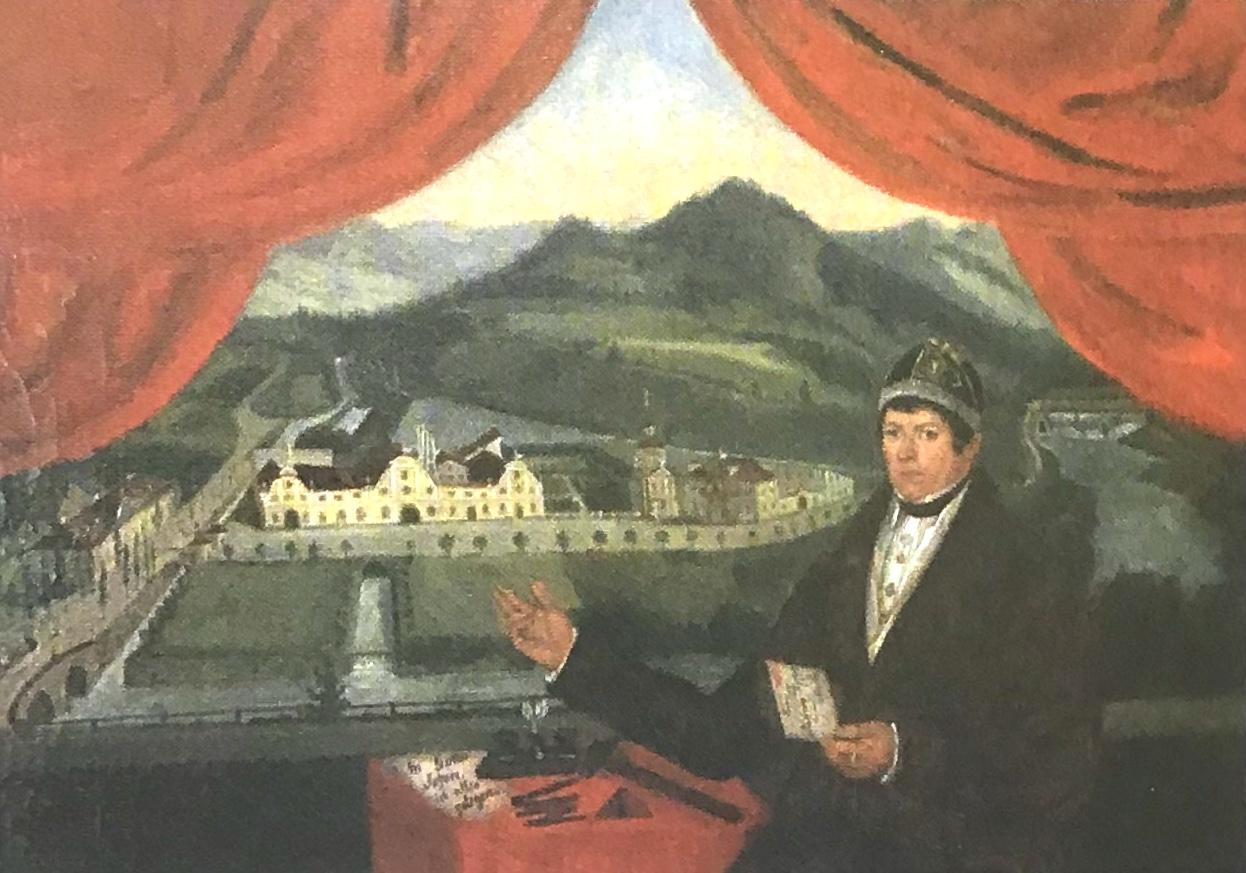
Das Töpper-Areal: Traiteurhaus, Fabrik, Kapelle, Herrenhaus (späteres Schloss), rechts hinten Wehr (v. l. n. r.)

Aus der von ihm gegründeten Werksiedlung nahe dem Eisen- und Walzblechwerk entstand schließlich der Ort Neubruck, benannt nach der von Töpper 1830 errichteten „Neuen Brücke“ über die Erlauf. Das Areal besteht neben der Brücke, die der Werkssiedlung ihren Namen „Neubruck“ gab, von Norden aus gesehen links aus dem „Traiteurhaus“, Gasthaus und Wohnung der Werkmeister und in der Mitte die von Gartenanlagen umgebene Werksgebäude. Rechts stehen die zwischen 1831 und 1834 errichtete Andreaskapelle, ein Kuppelbau mit Säulenportikus, und anschließend das Herrenhaus der Töpper. Rechts Richtung Gaming stand bis 2009 das 1821 erbaute Stauwehr über der Erlauf.
Heute erinnern Fabriksanlage, Herrenhaus/Schloss und Kapelle in Neubruck bei Scheibbs, das Töppermausoleum, die so genannte Töpperbrücke und der Töpperpark in Scheibbs sowie die Bruderlade in St. Anton an der Jeßnitz sowie die ebenfalls „Töpperbrücke“ genannte Heiligenbrücke in Kasten bei Lunz an das Wirken Töppers.
Die Heiligenfiguren auf der Lunzer Töpperbrücke, ursprünglich aus Mariazeller Eisenguss, stellen die Namenspatrone des Ehepaares Töpper – die heilige Kaiserin Helena, Apostel Andreas, den Heiligen Johann Nepomuk und den Heiligen Florian dar. Daneben befindet sich noch ein hochragendes Kruzifix und eine Madonna. 1861 stürzte die Brücke bei einem Unwetter ein, sie wurde aber sogleich wieder errichtet. Die neuen Heiligenfiguren wurden in Blansko gegossen. Das ehemalige Traiteurhaus ist auch heute noch erhalten. Das Stauwehr über der Erlauf wurde durch einen Neubau ersetzt.

## Bauten
Heute sind noch folgende Bauwerke Andreas Töppers erhalten:
- Scheibbs: Herrenhaus, Töpperbrücke, Bürgerspital, Schloss Scheibbs (Umbauten), Mausoleum, Wohnhaus an der Erlauf
- Scheibbs-Neubruck: Walzwerk (Umbau in Papierfabrik), Herrenhaus (Umbau in Schloss), Kapelle, Traiteurhaus
- Kienberg/Gaming: Flaschen-/Eisenwerk
- St. Anton an der Jeßnitz: Bruderlade
- Kasten/Lunz am See: Brücke mit Heiligenfiguren